# Приключения Карандаша и Самоделкина
«Приключения Карандаша и Самоделкина» — детская повесть Юрия Дружкова, первое крупное произведение о двух «весёлых человечках», придуманных автором и получивших большую популярность в журнале «Весёлые картинки». Имеет подзаголовок «правдивая сказка».

## История
Повесть впервые опубликована в издательстве «Молодая гвардия» в 1964 году с классическими иллюстрациями Ивана Семёнова. Впоследствии книга многократно переиздавалась, в том числе с рисунками других художников. 
В 1984 году вышло авторское продолжение повести «Волшебная школа Карандаша и Самоделкина». С 1990-х гг. вышел ещё ряд повестей о Карандаше и Самоделкине, написанных сыном писателя Валентином Постниковым.

## Сюжет
В одном городе в магазине игрушек оживают два маленьких человечка — волшебный художник Карандаш, рисунки которого становятся живыми, и мастер Самоделкин, который может сконструировать любой механизм. Они отправляются путешествовать по городу, вначале на лошадках, а потом на автомобиле, и вскоре встречают мальчишек, которые играют в разбойников. Главный хулиган, Веня Кашкин, по просьбе Карандаша, который никогда не видел разбойников, рисует пирата и шпиона. Карандаш же рисует мальчика, который тут же оживает. Его называют Прутиком. Карандаш, Самоделкин и Прутик поселяются в домике, нарисованном Карандашом.
Перед большим состязанием корабликов на пруду в зоопарке Самоделкин делает для Прутика красивый кораблик. Однако в толпе Прутик с корабликом теряются. Когда Самоделкин прибегает к пруду, он видит, что Прутик, который назвал себя автором кораблика, объявлен победителем гонок. Прутика, которому присваивают почётное звание Юного Техника, увозят на вертолёте во Дворец юных техников. Вернувшись домой, Самоделкин видит, что Карандаш простудился и заболел, с непривычки объевшись эскимо. К тому же в бреду Карандаш нарисовал на стене пирата, шпиона и собаку, которые ожили и убежали.
Когда Карандаш выздоравливает, они с Самоделкиным начинают поиски Прутика. Пират Буль-Буль и шпион Дырка тем временем охотятся за ними — они хотят взять в плен Карандаша, чтобы он рисовал для них то, что им нужно, а Самоделкина хотят развинтить. В пруду в зоопарке разбойники захватывают кораблик Прутика, на котором хотят уплыть в открытое море. Настигнув двух друзей, они берут в плен Карандаша, а Самоделкина сбрасывают в решётку водостока. Его находит Веня Кашкин, который сдаёт Самоделкина в металлолом. Однако на заводе, куда привозят Самоделкина, его узнаёт Сталевар, который раньше видел Самоделкина в зоопарке. 
Починив Самоделкина, Сталевар с сыном Тимой и с Прутиком, который признался в обмане, приезжают к пруду, откуда уже готовятся отплыть пират со шпионом и с пленными Карандашом и Веней Кашкиным. Пленных освобождают, пирата берут на работу продавцом плавающего магазина, а шпиона Дырку привлекают для поиска насекомых-вредителей. Карандаш и Самоделкин открывают в городе свою школу, куда в подготовительный класс поступает Прутик.

## Переводы
Книга переводилась на языки народов СССР и другие иностранные языки, в том числе английский и испанский:
- Ю. Дружков. Приключения Карандаша и Самоделкина: Правдивая Сказка. Пер. А. Барбэнягрэ; Ил. Л. Домнин. Кишинёв: Лит. артистикэ, 1979. (молдавский)
- Yuri Druzhkov. The adventures of Pencil and Screwbolt: a nearly true story translated from the Russian by Fainna Glagoleva; drawings by Nikolai Grishin. Moscow: Progress, 1973. (английский)
- Yuri Druzhkov. Las aventuras de Lapiz y Tornituerqui: fabula veridica / trad. del ruso Rosario Bruno; dibujos de Nikolái Grishin. Moscu: Raduga, 1983. (испанский)